# بلدية تاباتشولا
بلدية تاباتشولا هي بلدية في المكسيك، تتبع تشياباس، بلغ عدد سكانها 320٬451 نسمة، في 2010، عاصمتها تاباتشولا، غواتيمالا، تبلغ مساحتها 857 كيلومتر مربع، رمزها البريدي هو 30700–30837.

## المناخ
يظهر الجدول التالي التغييرات المناخية على مدار السنة لبلدية تاباتشولا:
| البيانات المناخية لـبلدية تاباتشولا                             | البيانات المناخية لـبلدية تاباتشولا | البيانات المناخية لـبلدية تاباتشولا | البيانات المناخية لـبلدية تاباتشولا | البيانات المناخية لـبلدية تاباتشولا | البيانات المناخية لـبلدية تاباتشولا | البيانات المناخية لـبلدية تاباتشولا | البيانات المناخية لـبلدية تاباتشولا | البيانات المناخية لـبلدية تاباتشولا | البيانات المناخية لـبلدية تاباتشولا | البيانات المناخية لـبلدية تاباتشولا | البيانات المناخية لـبلدية تاباتشولا | البيانات المناخية لـبلدية تاباتشولا | البيانات المناخية لـبلدية تاباتشولا |
| الشهر                                                           | يناير                               | فبراير                              | مارس                                | أبريل                               | مايو                                | يونيو                               | يوليو                               | أغسطس                               | سبتمبر                              | أكتوبر                              | نوفمبر                              | ديسمبر                              | المعدل السنوي                       |
| --------------------------------------------------------------- | ----------------------------------- | ----------------------------------- | ----------------------------------- | ----------------------------------- | ----------------------------------- | ----------------------------------- | ----------------------------------- | ----------------------------------- | ----------------------------------- | ----------------------------------- | ----------------------------------- | ----------------------------------- | ----------------------------------- |
| الدرجة القصوى °م (°ف)                                           | 39.0 (102.2)                        | 38.1 (100.6)                        | 38.8 (101.8)                        | 39.0 (102.2)                        | 39.6 (103.3)                        | 38.7 (101.7)                        | 39.3 (102.7)                        | 39.2 (102.6)                        | 39.0 (102.2)                        | 38.1 (100.6)                        | 37.3 (99.1)                         | 37.0 (98.6)                         | 39.6 (103.3)                        |
| متوسط درجة الحرارة الكبرى °م (°ف)                               | 33.6 (92.5)                         | 34.4 (93.9)                         | 35.2 (95.4)                         | 35.3 (95.5)                         | 34.1 (93.4)                         | 32.8 (91.0)                         | 33.2 (91.8)                         | 33.1 (91.6)                         | 32.2 (90.0)                         | 32.5 (90.5)                         | 32.9 (91.2)                         | 33.0 (91.4)                         | 33.5 (92.3)                         |
| المتوسط اليومي °م (°ف)                                          | 25.7 (78.3)                         | 26.4 (79.5)                         | 27.4 (81.3)                         | 28.1 (82.6)                         | 27.6 (81.7)                         | 26.7 (80.1)                         | 26.7 (80.1)                         | 26.7 (80.1)                         | 26.2 (79.2)                         | 26.3 (79.3)                         | 26.2 (79.2)                         | 25.5 (77.9)                         | 26.6 (79.9)                         |
| متوسط درجة الحرارة الصغرى °م (°ف)                               | 17.9 (64.2)                         | 18.5 (65.3)                         | 19.7 (67.5)                         | 20.9 (69.6)                         | 21.1 (70.0)                         | 20.6 (69.1)                         | 20.2 (68.4)                         | 20.2 (68.4)                         | 20.2 (68.4)                         | 20.0 (68.0)                         | 19.5 (67.1)                         | 18.1 (64.6)                         | 19.7 (67.5)                         |
| أدنى درجة حرارة °م (°ف)                                         | 10.0 (50.0)                         | 9.4 (48.9)                          | 10.6 (51.1)                         | 12.5 (54.5)                         | 15.0 (59.0)                         | 15.5 (59.9)                         | 10.1 (50.2)                         | 12.2 (54.0)                         | 14.5 (58.1)                         | 12.2 (54.0)                         | 9.0 (48.2)                          | 11.5 (52.7)                         | 9.0 (48.2)                          |
| الهطول مم (إنش)                                                 | 7.2 (0.28)                          | 6.3 (0.25)                          | 22.4 (0.88)                         | 80.7 (3.18)                         | 245.0 (9.65)                        | 362.5 (14.27)                       | 310.1 (12.21)                       | 330.4 (13.01)                       | 432.1 (17.01)                       | 294.1 (11.58)                       | 71.3 (2.81)                         | 9.3 (0.37)                          | 2٬171٫4 (85.49)                     |
| متوسط أيام هطول الأمطار (≥ 0.1 mm)                              | 0.8                                 | 0.9                                 | 2.0                                 | 7.3                                 | 17.5                                | 22.3                                | 21.0                                | 22.2                                | 23.9                                | 19.6                                | 6.6                                 | 1.7                                 | 145.8                               |
| متوسط الرطوبة النسبية (%)                                       | 69                                  | 67                                  | 68                                  | 70                                  | 75                                  | 79                                  | 78                                  | 78                                  | 80                                  | 79                                  | 76                                  | 73                                  | 74                                  |
| ساعات سطوع الشمس الشهرية                                        | 230                                 | 207                                 | 222                                 | 191                                 | 153                                 | 138                                 | 167                                 | 167                                 | 149                                 | 180                                 | 200                                 | 221                                 | 2٬225                               |
| المصدر #1: Servicio Meteorológico Nacional (humidity 1981–2000) |                                     |                                     |                                     |                                     |                                     |                                     |                                     |                                     |                                     |                                     |                                     |                                     |                                     |
| المصدر #2: الأرصاد الجوية الألمانية (sun, 1961–1990)            |                                     |                                     |                                     |                                     |                                     |                                     |                                     |                                     |                                     |                                     |                                     |                                     |                                     |